# Tony Jaa
Tony Jaa, właśc. Panom Yeerum, taj. พนม ยีรัมย์ (ur. 5 lutego 1976 w Surinie) – tajski aktor, kaskader, choreograf i reżyser. Najbardziej godna uwagi praca Jaa jako kaskadera dotyczyła postaci Liu Kanga w filmie Mortal Kombat 2: Unicestwienie (1997). Jaa zdobył wiele nagród i nominacji w swojej karierze, takich jak Star Entertainment Awards, Top Awards czy Nine Entertain Awards.

## Życiorys
Urodził się w prowincji w Surinie (region Isan) w Tajlandii jako syn Rin Saipetch i Thongdee Yeeruma. Dorastał na wsi z bratem Taweesakiem oraz dwiema siostrami – Waew i Hatthayą w rodzinie zajmującej się hodowlą słoni. Zainspirowany filmami karate z Bruce’em Lee, Jackie Chanem i Jetem Li, rozpoczął trening sztuk walki, naśladując ruchy podpatrzone w filmach. Pierwszymi miejscami jego treningów było pole ryżu należące do jego ojca oraz miejsce nad rzeką gdzie kąpano słonie. Kiedy miał dziesięć lat, zaczął trenować boks tajski w lokalnej świątyni. Trenował też Capoeira, Taekwondo, Krabi krabong, Kung-fu i Aikido.
W wieku piętnastu lat zobaczył tajski film akcji pt. Born to Fight z udziałem reżysera i mistrza sztuk walki Phanna Rithikrai. Yeerum odnalazł mistrza Rithikrai i rozpoczął pod jego okiem naukę kung-fu oraz treningi kaskaderskie. Rithikrai pomógł Tonemu zapisać się do szkoły sportowej w prowincji Maha Sarakham, gdzie Yeerum rozpoczął dodatkowe treningi m.in. w akrobatyce, gimnastyce, taekwondo oraz walkach mieczem.
Początkowo pracował w zespole Muay Thai Stunt, którym jako kaskader pojawił się w kilku filmach Phanna Rithikrai. Pierwszym większym wyzwaniem dla Panoma była role dublera Robina Shou (Liu Kang) oraz Jamesa Remara (Raiden) w filmie Mortal Kombat 2: Unicestwienie z 1997 r. Następnie Phenom pracował jako statysta i kaskader w tajlandzkim serialu telewizyjnym Insee Daeng (ang. Red Eagle), dostał także pierwszą rolę w filmie wyreżyserowanym przez Phanna Rithikrai pt. Nuk leng klong yao.
Panom z mistrzem Panna podczas treningów zajęli się sztuką walki Muay Boran (starożytny styl Muay Thai). Yeerum przez 1 rok opanował techniki Muay Boran i razem ze swoim mistrzem postanowili zrobić film o tej tematyce. Nakręcili razem krótkie demo pokazujące możliwości Panoma. Film trafił do producenta i reżysera Prachya Pinkaewa. Obraz niespotykanych umiejętności Yeeruma wywarł na nim ogromne wrażenie.
W 2003 powstał film pt. Ong-bak, do którego scenariusz został napisany specjalnie dla Panoma Yeeruma. Ze względów marketingowych aktor przybrał imię Tony Jaa.
W 2011 poślubił Piyarat Chotiwattananont. Mają dwie córki: Hathaipawee i Narinrat.

## Filmografia
- 1994: Plook mun kuen ma kah 4
- 2001: Nuk leng klong yao
- 2003: Ong Bak – Tiang
- 2004: The Bodyguard – karateka w supermarkecie
- 2005: Obrońca – Kham
- 2007: The Bodyguard 2
- 2009: Ong Bak 2 – Tiang
- 2010: Ong Bak 3 – Tiang
- 2014: Skin Trade – Tony Vitayakul
- 2015: Szybcy i wściekli 7 – Kiet
- 2017: xXx: Reaktywacja - Talon